# Albert Schack
Albert Schack (født 3. marts 1849 i Ring ved Horsens, død 22. juni 1925 i Marslev) var en dansk præst og "æsthetisk Kritiker". Han var far til Tage Schack.

## Liv og gerning
Han var søn af sognepræst, Dr. phil. Marcus Andreas Tage Schack i Herstedøster og -vester (død 26. september 1862) og Hildeborg Marie, født Bruun og sønnesøn af pædagogen Dr. phil. Nicolai Clausen Schack. Han blev student fra Københavns Borgerdydskole 1866, Cand. theol. 1872. Efter et års virksomhed som lærer i Roskilde blev han 1874 kapellan pro loco i Raklev, 1877 sognepræst i Bredstrup, 1887 i Gudum, 1895 ved Helligaands Kirke i København og 1908 i Vonsild.

### Småskrifter
Lejlighedsvis har han taget del i tidens kirkelige forhandlinger ved småskrifter: Nutidsbetragtninger (1887), Underets Forhold til det normale Trosliv (1888), Den indre Mission som kirkelig Fremtoning (1898), tillige som redaktør af Præsteforeningens organ: Maanedsblad for den danske Folkekirke. Til de forskellige kirkelige strømninger stiller han sig i disse skrifter væsentligt rolig prøvende.

### Kritiker
Størst betydning har han dog fået som æstetisk kritiker ved sin bedømmelse af visse retninger i den nyeste tids poesi og kunst, som han bebrejder religiøs og etisk holdningsløshed, ofte med en ret vittig og knusende kritik. Herhen hørte hans artikler i Fra Bethesda: Bjørnstjerne Bjørnson og den Søren Pedersenske Theologi (1890) samt Om Udviklingen i Henrik Ibsens Digtning (1896) med En Efterskrift om samme (1897). I samme retning peger andre småskrifter: Er Kvindesagen i det rette Spor? (1890), Sociale Spørgsmaal i kristelig Belysning (1897), Kunsten i Brutalitetens Tjeneste (1899) og Den litterære Strid, 5 foredrag (1900). Det er samfundsmoralen, han ved denne kritiske virksomhed søger at højne, en bestræbelse, som også præger hans prædikener som væsentlig etiske prædikener. Pastor Schack erindres for sin skarpe afvisning af "den saakaldte Homosexualisme".

## Ægteskab
Han ægtede 7. juni 1876 Louise Augusta Olivarius, datter af provst C.A. Olivarius i Aagerup-Kirkerup.

## Forfatterskab
- Nutidsbetragtninger (1887),
- Underets Forhold til det normale Trosliv (1888),
- Er Kvindesagen i det rette Spor? (1890),
- Om Udviklingen i Henrik Ibsen’s Digtning (1896),
- En Efterskrift (1897),
- Sociale Spørgsmaal i kristelig Belysning (1897),
- Den indre Mission som kirkelig Fremtoning (1898),
- Kunsten i Brutalitetens Tjeneste (1899),
- Den litterære Strid (1900),
- Kunsten og Livet (1901),
- Krig eller Fred (1902),
- En Aargang Prædikener (1909).[4]